# Lamballe-Armor

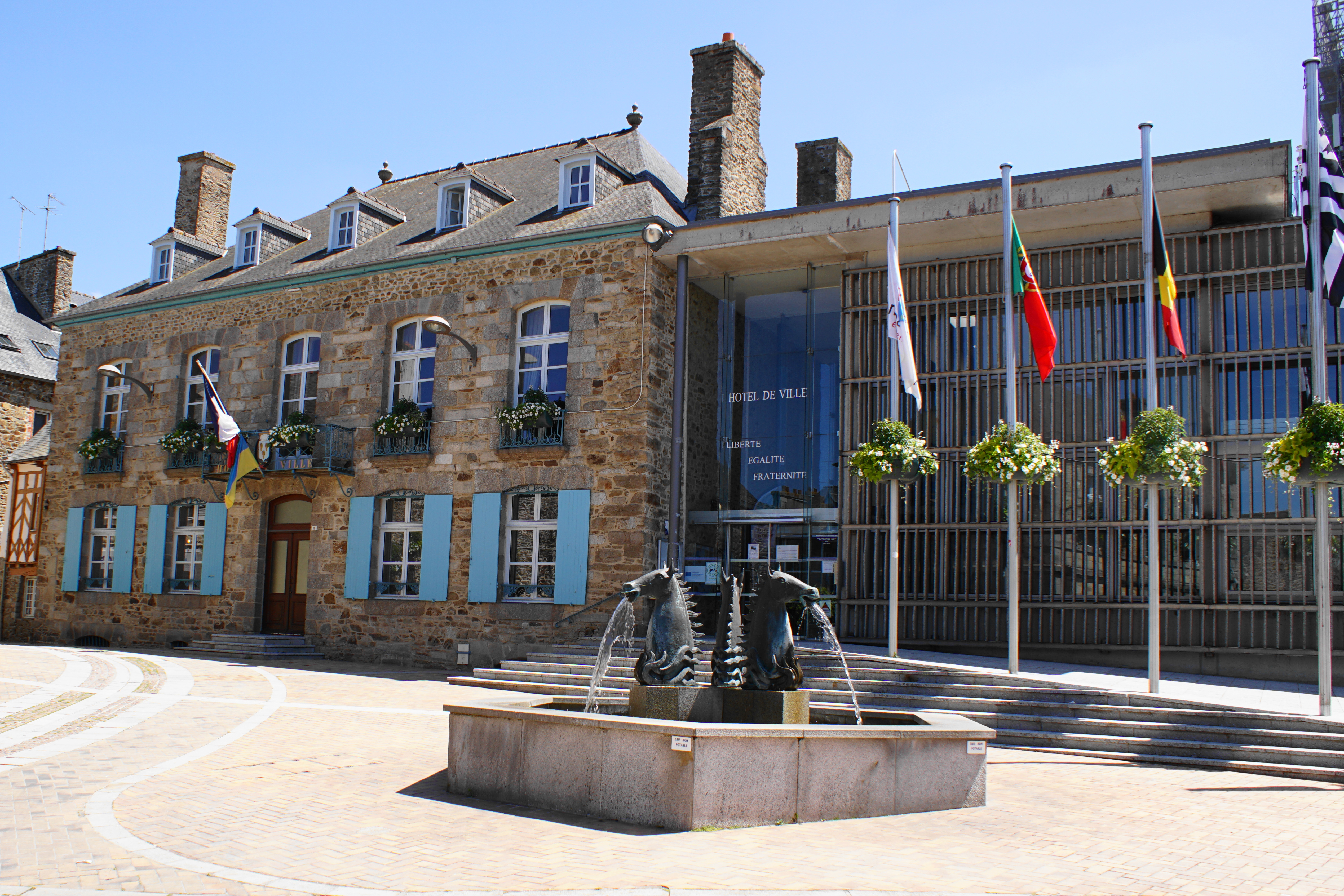

Lamballe-Armor est une commune nouvelle située dans le département des Côtes-d'Armor en région Bretagne.
Elle a été créée le 1er janvier 2019 et regroupe l'ancienne commune nouvelle de Lamballe (absorbant Lamballe et Meslin), Morieux et Planguenoual.

## Géographie
Il convient de se reporter aux articles consacrés aux anciennes communes fusionnées.

### Communes limitrophes
| Côte de Penthièvre                  | Pléneuf-Val-André, Saint-Alban, Hénansal       | Quintenic                     |
| Andel, Coëtmieux                    | Lamballe-Armor                                 | Plédéliac, Saint-Rieul, Noyal |
| Quessoy, Bréhand, Pommeret, Hillion | La Malhoure, Penguily, Landéhen, Saint-Trimoël | Plestan                       |

### Géologie et relief
Il convient de se reporter aux articles consacrés aux anciennes communes fusionnées.

### Hydrographie
Pour un article plus général, voir Réseau hydrographique des Côtes-d'Armor.
La commune est située dans le bassin Loire-Bretagne. Elle est drainée par le Gouessant, l'Evron, l'Évron, la Truite, le Chifrouët, l'Hia, le Gast, le ruisseau de Gouranton, le ruisseau le Colombier et divers autres petits cours d'eau,.
Le Gouessant, d'une longueur de 41 km, prend sa source dans la commune de Trébry et se jette  dans la baie de Saint-Brieuc sur la commune et de Hillion, après avoir traversé onze communes.  Les caractéristiques hydrologiques du Gouessant sont données par la station hydrologique située sur la commune d'Andel. Le débit moyen mensuel est de 1,56 m3/s. Le débit moyen journalier maximum est de 69,7 m3/s, atteint lors de la crue du 28 février 2010. Le débit instantané maximal est quant à lui de 102 m3/s, atteint le même jour.
L'Évron, d'une longueur de 26 km, prend sa source dans la commune de Plémy et se jette  dans le Gouessant sur la commune, après avoir traversé dix communes.  Les caractéristiques hydrologiques de l'Évron sont données par la station hydrologique située sur la commune de Coëtmieux. Le débit moyen mensuel est de 1,14 m3/s. Le débit moyen journalier maximum est de 26,5 m3/s, atteint lors de la crue du 28 février 2010. Le débit instantané maximal est quant à lui de 35,1 m3/s, atteint le même jour.
La Truite, d'une longueur de 17 km, prend sa source dans la commune de Trébry et se jette  dans le Gouessant à Coëtmieux, après avoir traversé six communes. 
Le Chifrouët, d'une longueur de 12 km, prend sa source dans la commune , aux abords du hameau de Monjugien, en limite de Quintenic, traverse la commune d'est en ouest  et se jette  dans le Gouessant en limite d'Andel et de la commune. 
Un plan d'eau complète le réseau hydrographique : la retenue de Pont Rolland, d'une superficie totale de 11,4 ha (6,14 ha sur la commune),.

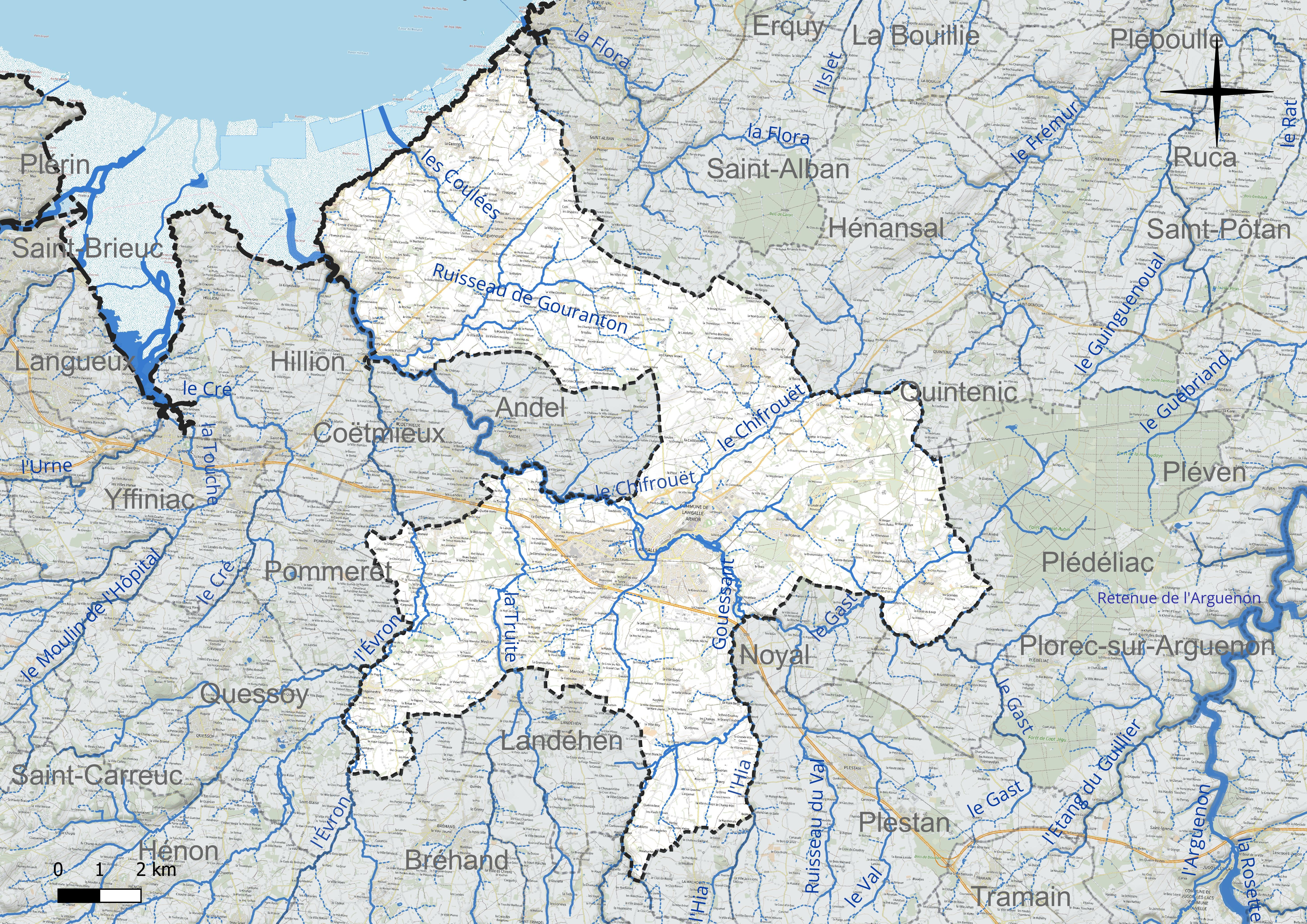
Réseau hydrographique de Lamballe-Armor.

### Climat
Pour des articles plus généraux, voir Climat de la Bretagne et Climat des Côtes-d'Armor.
Le climat de la commune est de type climat océanique franc, selon une étude du CNRS s'appuyant sur une série de données couvrant la période 1971-2000. En 2020, Météo-France publie une typologie des climats de la France métropolitaine dans laquelle la commune est exposée à un climat océanique. Parallèlement l'observatoire de l'environnement en Bretagne publie en 2020 un zonage climatique de la région Bretagne, s'appuyant sur des données de Météo-France de 2009. La commune est, selon ce zonage, dans la zone « Intérieur », exposée à un climat médian, à dominante océanique.
Du fait de sa situation géographique et de son relief naturel dans une cuvette, Lamballe jouit d'un microclimat avec une faible pluviométrie, assez bien répartie sur l'année et avec un minimum estival en juillet. Les données météo de la station météo de Lamballe sur le site Infoclimat nous informe d'un cumul annuel moyen de précipitations de 677 mm, avec 13,6 jours de précipitations en janvier et 7.6 jours en juillet, 6.5 jours en septembre et 122 jours pour l'année. L'année la plus sèche a été observée en 1989 avec 441,5 mm et le mois le plus sec en juillet 2022 avec 1 mm.
Pour la période 2006-2023 la température annuelle moyenne est de 11,9 °C. Les étés sont relativement chauds. Les températures moyennes maximales de juillet et août sont de 23 °C à 24 °C. La température maximale la plus élevée a été relevée le 18 juillet 2022 avec 39.9 °C. Les températures maximales moyennes dépassant les 25 °C sont de 32 jours et de 30 °C de 8 jours. La moyenne du nombre de jours de gelées est de 38 jours dont 7 jours inférieurs ou égal à -5 °C.
Pour l'avenir, les paramètres climatiques de la commune estimés pour 2050 selon différents scénarios d’émission de gaz à effet de serre sont consultables sur un site dédié publié par Météo-France en novembre 2022.

## Urbanisme

### Typologie
Au 1er janvier 2024, Lamballe-Armor est catégorisée bourg rural, selon la nouvelle grille communale de densité à 7 niveaux définie par l'Insee en 2022.
Elle appartient à l'unité urbaine de Lamballe-Armor, une agglomération intra-départementale dont elle est ville-centre,. Par ailleurs la commune fait partie de l'aire d'attraction de Saint-Brieuc, dont elle est une commune de la couronne,. Cette aire, qui regroupe 51 communes, est catégorisée dans les aires de 200 000 à moins de 700 000 habitants,.
La commune, bordée par la Manche, est également une commune littorale au sens de la loi du 3 janvier 1986, dite loi littoral. Des dispositions spécifiques d’urbanisme s’y appliquent dès lors afin de préserver les espaces naturels, les sites, les paysages et l’équilibre écologique du littoral, tel le principe d'inconstructibilité, en dehors des espaces urbanisés, sur la bande littorale des 100 mètres, ou plus si le plan local d’urbanisme le prévoit.

### Voies de communications et transports

#### Transports en commun
Depuis 2017, Lamballe-Armor est reliée à Paris par TGV en 2 h 8.
La ville est desservie par le réseau d'autobus dénommé Distribus.

## Toponymie
Attestée sous la forme Lambala en 1083 dans une charte latine du prieuré de Saint-Martin de Lamballe et sous les formes latines Lambaulum ou Lambalum, Lambalia à partir 1211.
Lamballe vient du breton lann (monastère), suivi du nom de saint Pal (saint Paul). La diphtongue bretonne au, lorsqu'elle est en position finale, tend à se réduire en a en Haute-Bretagne. Les toponymes de Lamballe, Saint-Pal en Plurien et Saint-Palles en Maroué pourraient donc s'expliquer par l'anthroponyme Paul. Cette interprétation est contestée par Stéphane Morin, en effet aucune source du haut Moyen Âge ne mentionne cette forme.
Le nom en gallo est Lanball[réf. nécessaire].
À l'instar de quelques autres grandes villes de Haute-Bretagne, la localité est aussi connue en breton sous le nom traditionnel de Lambal, et plus rarement Lambala. C'est la première forme qui est aujourd'hui utilisée et affichée,.

## Histoire
Il convient pour les faits antérieurs à la création de la commune nouvelle de se reporter aux articles consacrés aux anciennes communes fusionnées.

### LeXXIesiècle

#### La fermeture de la «Route aux grenouilles»
La RD 28, reliant Lamballe-Armor à Pléven, traverse à proximité du village de La Poterie une zone de landes et de mares (dont l'origine remonte aux trous creusés par les potiers les siècles précédents) classée zone Natura 2000, où l'on retrouve la présence de la plupart des espèces d'amphibiens présentes en Bretagne. Mais ces amphibiens devaient traverser la route, empruntée chaque jour  par environ 450 véhicules, en période de reproduction, pour rejoindre les mares ; chaque année, plusieurs centaines étaient écrasés. Des militants écologistes ont entre 2016 et 2018, à l'aide de seaux, fait traverser la route à de nombreux batraciens ; la route fut par la suite temporairement fermée à la circulation entre 2019 et 2021 entre la mi-décembre et la mi-mars ; elle est définitivement fermée à la circulation à partir de 2022 afin de protéger les amphibiens. Une première en France.
Les Landes de la Poterie vont devenir en 2024 une nouvelle Réserve naturelle régionale, à la suite d'un vote du Conseil régional de Bretagne en date du 17 décembre 2021.

## Politique et administration

### Composition
| Nom              | Code Insee | Intercommunalité         | Superficie (km2) | Population (dernière pop. légale) | Densité (hab./km2) |
| ---------------- | ---------- | ------------------------ | ---------------- | --------------------------------- | ------------------ |
| Lamballe (siège) | 22093      | Lamballe Terre et Mer    | 76,29            | 12 323 (2014)                     | 162                |
| Meslin           | 22151      | CC Lamballe Terre et Mer | 13,92            | 981 (2014)                        | 70                 |
| Morieux          | 22154      | CC Lamballe Terre et Mer | 7,55             | 973 (2014)                        | 129                |
| Planguenoual     | 22173      | CC Lamballe Terre et Mer | 32,89            | 2 184 (2014)                      | 66                 |

### Liste des maires
| Période        | Période        | Identité                   | Étiquette | Qualité |
| -------------- | -------------- | -------------------------- | --------- | --- |
| 3 janvier 2019 | 5 juillet 2020 | Loïc Cauret (1953- )       | PS        | Cadre et représentant syndical Président de Lamballe Terre et Mer (2017 → 2020)                                                                                 |
| 5 juillet 2020 | En cours       | Philippe Hercouët (1960- ) | PS        | Vétérinaire, cadre du ministère de l'Agriculture en détachement Conseiller régional de Bretagne (2015 → ) 1er vice-président de Lamballe Terre et Mer (2020 → ) |

### Jumelages
Lamballe-Armor est jumelée avec la commune portugaise d'Oliveira do Bairro.

## Population et société

### Démographie
L'évolution du nombre d'habitants est connue à travers les recensements de la population effectués dans la commune depuis sa création.

En 2022, la commune comptait 16 911 habitants, en évolution de +1,55 % par rapport à 2016 (Côtes-d'Armor : +1,78 %, France hors Mayotte : +2,11 %).
| 2016   | 2021   | 2022   |
| ------ | ------ | ------ |
| 16 653 | 16 845 | 16 911 |

Remarque : la population 2016 indiquée ici est celle de l'ensemble de la commune nouvelle en 2016.

## Économie
Il convient de se reporter aux articles consacrés aux anciennes communes fusionnées.
La commune compte sur son territoire le siège de la Cooperl Arc Atlantique et l'abattoir de Lamballe, plus gros abattoir porcin de France.

## Culture locale et patrimoine

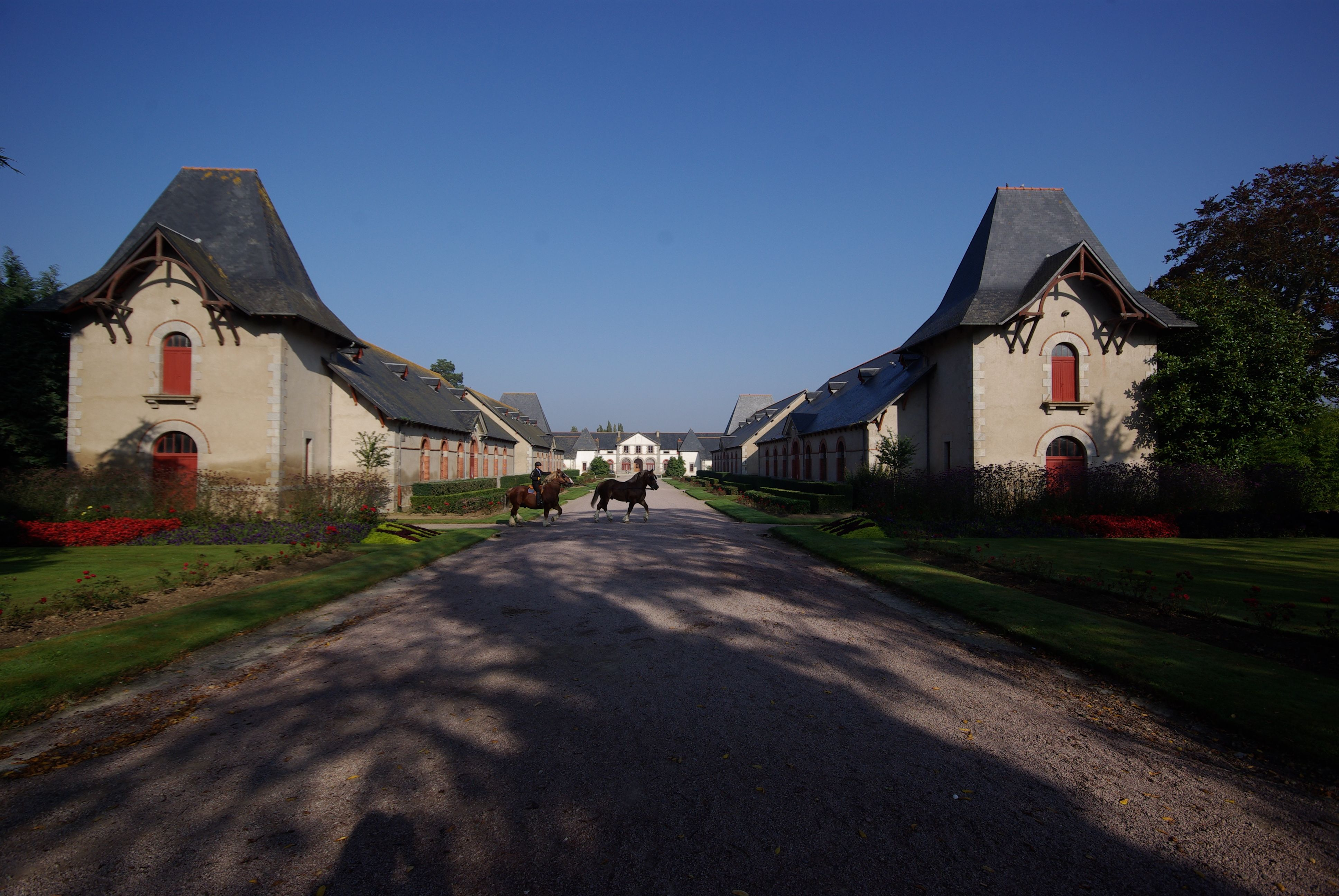
Haras national de Lamballe.

### Lieux et monuments
Patrimoine mégalithique
- Allée couverte du Chêne-Hut, classée en 1963 au titre des monuments historiques[40].
- Menhir de Guihalon, classé en 1965 au titre des monuments historiques[41].

Patrimoine religieux
- Collégiale Notre-Dame[42] et son orgue de tribune[43],[44],[45].
- Église Saint-Martin[46].
- Église Saint-Jean[47], sa cloche de 1594[48]  et son orgue de tribune[49],[50].
- Église Saint-Blaise au lieu-dit Trégomar et ses 2 dalles funéraires[51].
- Église Saint-Gobrien de Morieux.

Patrimoine civil
- Monument aux morts[52].
- Château de la Moglais[53].
- Moulin à vent de Saint-Lazare[54].
- Maison dite du Bourreau[55].
- Musée Mathurin-Méheut et les impressions gravées de l'artiste.
- Fontaine aux trois chevaux[56].
- Haras national de Lamballe[57].

Patrimoine industriel
- Tannerie Ruellan, puis Samson, actuellement entrepôt industriel[58].
- Moulins à farine et à tan, puis minoterie de la Ville, puis de la société Anonyme des minoteries Piéto, actuellement immeuble à logements[59].

### Personnalités liées à la commune
- Le prince de Bourbon, arrière-petit-fils de Louis XV, et son épouse princesse de Lamballe, grande amie de la reine Marie-Antoinette.
- Gustave Téry.
- Mathurin Méheut.
- Lambert le Tort[60]
- Victoire de Lambilly